# Distretto di Akō
Il distretto di Akō (赤穂郡, Akō-gun?) è uno dei distretti della prefettura di Hyōgo, in Giappone.
Fa parte del distretto solo il comune di Kamigōri.
| Controllo di autorità | VIAF (EN) 255484258 · NDL (EN, JA) 00429662 |